# Audi Sport quattro
Audi Sport quattro - ралійний автомобіль групи B, представлений в 1984 році, як еволюція ралійної Audi quattro.

## Опис

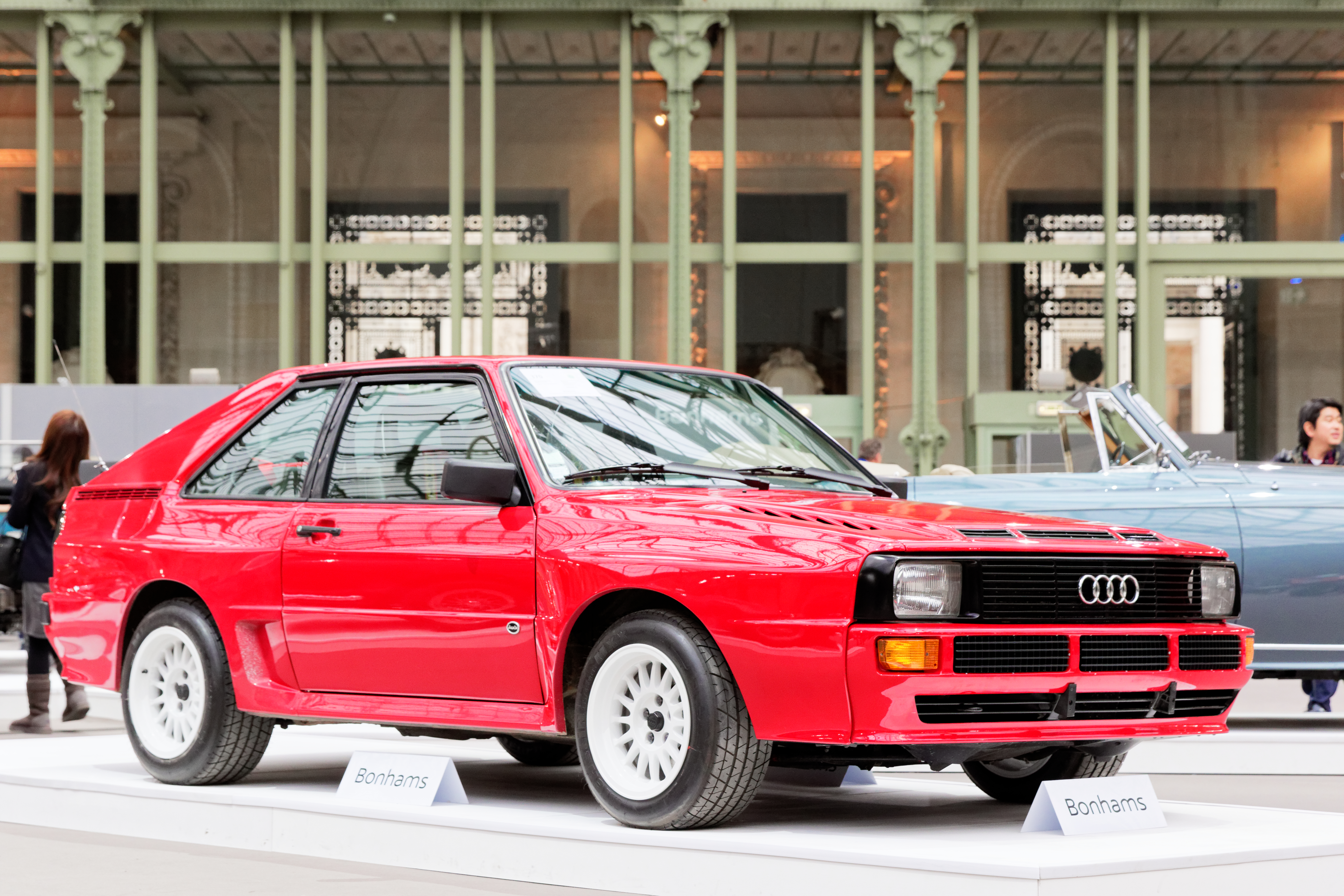
Дорожна версія Audi Sport quattro

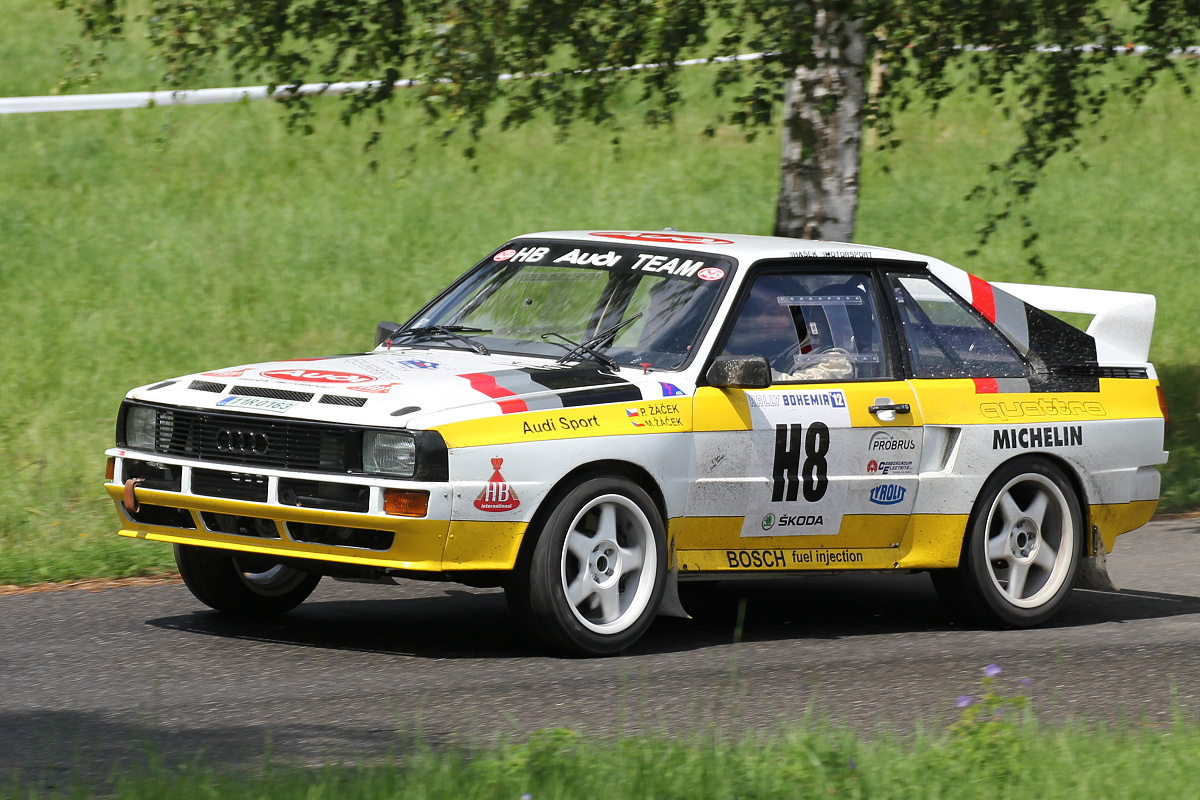
Audi Sport quattro

У 1984 році вийшов у світ новий ралійний болід Audi, під назвою Sport quattro. Від свого попередника автомобіль відрізнявся як зміненим зовнішнім виглядом, так і технічним оснащенням. Перш за все, він став коротшим на 30 сантиметрів, було змінено оформлення передка і нахил вітрового скла. Що ж стосується технічної частини - потужність 5-циліндрового двигуна тепер становила 450 к.с. при 7500 об/хв. Вага становила близько 1100 кілограмів. У конструкції були враховані недоліки quattro та побажання пілотів, що дозволило їй на рівних конкурувати з більш просунутим, по відношенню до quattro, Peugeot 205 T16. Саме Sport quattro стала основою для подальшої версії Audi Sport quattro S1.

### Audi Sport quattro S1

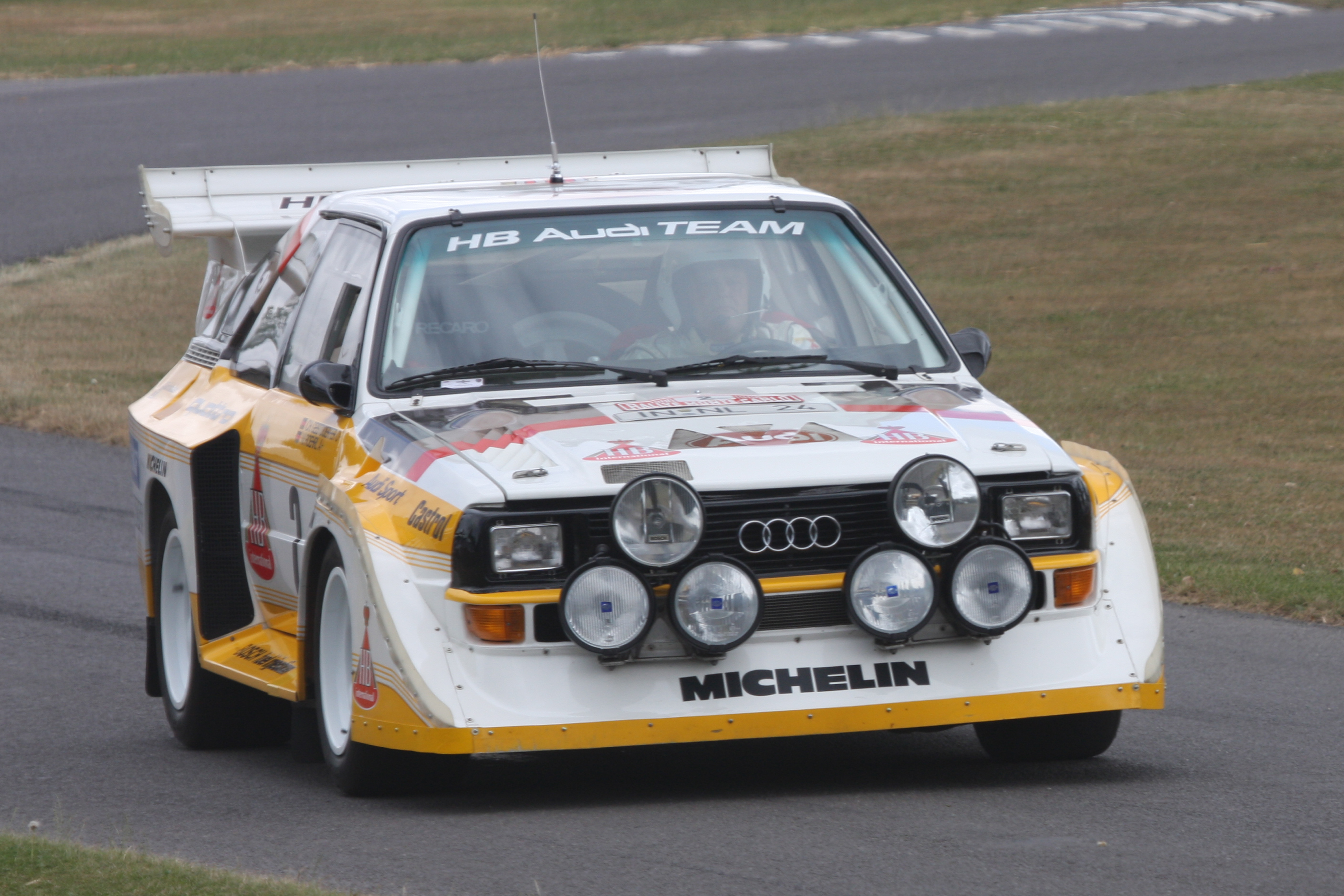
Audi Sport quattro S1 1986

Audi Sport quattro S1 - ралійний автомобіль Групи B, який використовувався заводською командою HB Audi Team в 1985 і 1986 роках в чемпіонаті світу з ралі.
Sport quattro S1 - результат розвитку Audi Sport quattro. Перша поява S1 довелося на 1985 рік (ралі Аргентини). Автомобіль відрізнявся від свого попередника Sport quattro розвиненим аеродинамічним обвісом. Потужність 5-циліндрового двигуна об'ємом 2135 см3 була доведена до 550 к.с. при 8000 об/хв. Автомобіль також трохи додав у розмірах за рахунок аеродинамічного обвісу і зменшився в вазі, яка тепер становила 1090 кілограмів проти 1100 кілограмів у Sport quattro.